# روشيل هيومز
روشيل هيومز (بالإنجليزية: Rochelle Humes)‏ هي مقدمة تلفزيونية ومغنية وملحنة وممثلة بريطانية، ولدت في 21 مارس 1989 في Barking, London ‏ في المملكة المتحدة.

## وصلات خارجية
- الموقع الرسمي
- روشيل هيومز على موقع IMDb (الإنجليزية)
- روشيل هيومز على موقع ميوزك برينز (الإنجليزية)
- روشيل هيومز على موقع ديسكوغز (الإنجليزية)
- روشيل هيومز على موقع قاعدة بيانات الفيلم (الإنجليزية)
- روشيل هيومز على موقع ليتربوكسد (الإنجليزية)
- روشيل هيومز على موقع كينوبويسك (الروسية)